# Código Adam
Código Adam (en inglés Code Adam) es un programa de seguridad para menores de edad desaparecidos implementado en Estados Unidos y Canadá. Fue creado originalmente por la cadena de hipermercados Walmart en 1994.
Esta alerta fue nombrada así en memoria de Adam Walsh, hijo del presentador del programa de televisión America's Most Wanted de Fox John Walsh, que fue secuestrado en 1981 a los 6 años de edad en una tienda de la cadena de grandes almacenes Sears en Hollywood (Florida). En el momento de la desaparición de Adam, su madre, su abuela y los empleados del comercio llevaron a cabo una búsqueda, e hicieron llamados públicos para localizarlo con una frecuencia de entre 10 y 15 minutos. Tras unos 90 minutos de búsqueda sin resultados, se llamó a la policía y no fue hasta 16 días después cuando se encontró la cabeza decapitada del niño sin que se recuperara nunca el cuerpo.
Muchas cadenas de grandes almacenes, comercios minoristas, centros comerciales, supermercados, parques de atracciones, Hospitales y museos participan en el programa Code Adam. En 2003 el congreso estadounidense promulgó una ley que exige a todos los edificios de oficinas federales y las tiendas de conveniencia y de equipamiento operadas por las Fuerzas Armadas adopten el programa. Walmart, junto al Centro Nacional para Niños Desaparecidos y Explotados y los departamentos de varios fiscales generales estatales, se han ofrecido a ayudar en talleres de formación para que otras empresas implementen el programa.

## Proceso
Las empresas que implementan el programa suelen colocar una advertencia de Code Adam en fachada del negocio. Los empleados de estas empresas están formados para seguir los siguientes procedimientos, de acuerdo con las directrices del Centro Nacional para Niños Desaparecidos y Explotados:
1. Cuando un cliente informa que un menor de edad ha desaparecido, se obtiene una descripción detallada del menor, que incluye nombre, edad, color de cabello, color de ojos, altura, peso aproximado, ropa —con especial atención en los zapatos ya que son más difíciles de cambiar que la ropa—, y si es posible, una fotografía.
2. El empleado más cercano utiliza el teléfono interno para activar el protocolo Code Adam, comunicando la descripción del menor. El cliente será llevado a la entrada para ayudar en su identificación. Según el plan de la empresa, algunos empleados vigilarán las entradas y registrarán cualquier información útil, mientras que otros realizarán una búsqueda por secciones dentro del establecimiento. Durante la búsqueda, los empleados pueden preguntar a los menores de edad presentes en el comercio su nombre y si el adulto que los acompaña es su padre o tutor. Si algún empleado observa a un adulto intentando salir con un menor, no debe intervenir físicamente para evitar así riesgos para el menor o para terceros.
3. Todos los empleados revisarán posibles lugares donde el menor de edad pueda estar escondido.
4. Simultáneamente, se notifica a la policía de la desaparición de forma inmediata.
5. Si se encuentra al menor y parece estar ileso o desorientado, se verifica su identidad.
6. En caso de que el menor se encuentre con un adulto que no es su padre o tutor legal, se intentarán aplicar medidas razonables para retrasar la salida del adulto sin poner en peligro al personal ni a los clientes.
7. Una vez que el menor ha sido identificado y reunido con su padre o tutor, toda la información sobre la búsqueda será entregada a la policía y un empleado anunciará el cierre del Code Adam en toda la tienda.